# قاسم رفعتی
قاسم رفعتی (۱۳۲۴)، خواننده و ردیف‌دان اهل ایران است.

## زندگی
قاسم رفعتی در سال ۱۳۲۴، در تهران به دنیا آمد. فراگیری موسیقی را از ۱۲ سالگی آغاز کرد و نزد مسعود حسنخانی رفت و مدت چهار سال به فراگیری گوشه‌ها و مقام‌های آواز ایرانی پرداخت. وی برای گسترش آموخته‌هایش، نزد محمود کریمی معلم و مربی آواز رفت و در این کلاس که وابسته به اداره هنرهای زیبای کشور بود، حدود ۷ سال تحصیل نمود. جد قاسم رفعتی، «محمد صادق» متخلص به (رفعت سمنانی) صاحب دیوان شعر بوده و پدر او نیز از صدای شیوایی برخوردار بوده‌است.
او نخستین برنامهٔ هنری خود را در برنامه «شما و رادیو» که در صبح جمعه‌ها پخش می‌شد اجرا کرد و سپس در برنامه‌های متعدد و گوناگون رادیو و تلویزیون شرکت کرد. وی از سال ۱۳۵۹ نزد محمدرضا شجریان رفت و زیر نظر او به تحقیقات در زمینهٔ دوره عالی آواز پرداخت.
قاسم رفعتی حدود بیست آهنگ خوانده که سازنده آن‌ها هنرمندانی چون: حسین یوسف زمانی، حسن یوسف زمانی، مهیار فیروزبخت، حسین فرهادپور، همایون خرم و محمد عبدالصمدی بوده‌اند.

## آثار
یکی از آثار مشهور وی آواز «سحرگهان» است که سال‌های متمادی در ماه رمضان از رادیو و تلویزیون ایران پخش می‌شود.